# Alzina surera
L'alzina surera (Quercus suber L.), també anomenada surera o suro, és un arbre perennifoli de la família de les fagàcies d'aspecte molt semblant a l'alzina i de mida mitjana. És originari de la Mediterrània occidental.
La seva característica més identificativa és l'escorça, grisenca, gruixuda i rugosa, de la qual s'extreu el suro. A causa d'aquesta escorça, la surera s'ha explotat forestalment i s'ha afavorit la seva expansió a les terres on pot créixer. És una de les espècies més valuosa i característica de la conca mediterrània. Es diferencia dels altres Quercus mediterranis per posseir una gruixuda escorça suberosa (suro, suberina) en tronc i branques i, per la seva facilitat per a regenerar una nova escorça o capa de suro, a través del fel·logen, immediatament després d'haver-li extret l'anterior escorça per l'operació del destapi.
Altres Quercus asiàtics posseeixen suros més o menys suberosos, però el suro de Quercus suber és l'únic amb calibre, homogeneïtat i proprietats químiques i físic-mecàniques adequades per a satisfer les exigències de la indústria surera i els usos que el mercat demana.
Forma boscos clars, anomenats suredes, a les terres baixes, especialment del litoral, sobre terrenys silicis i zones asolellades. Es pot trobar barrejada amb el pi blanc o amb el pi pinyer, però l'explotació humana l'ha afavorit en detriment dels altres arbres.
A Portugal, des de desembre 2011, és l'arbre nacional per votació parlamentària. Anomenat sobreiro, i al costat de la bandera i l'himne, és declarat com a símbol nacional. La decisió va ser presa amb l'aprovació del projecte de Resolució 123/XII en l'Assemblea de la República i amb la reunió de 2291 signatures en petició pública.

## Etimologia
El nom científic del gènere Quercus és la paraula en llatí, que designa la denominació utilitzada pels romans, per descriure el roure.
El nom científic de l'espècie suber és el epítet llatí que significa 'suro'.

## Descripció detallada

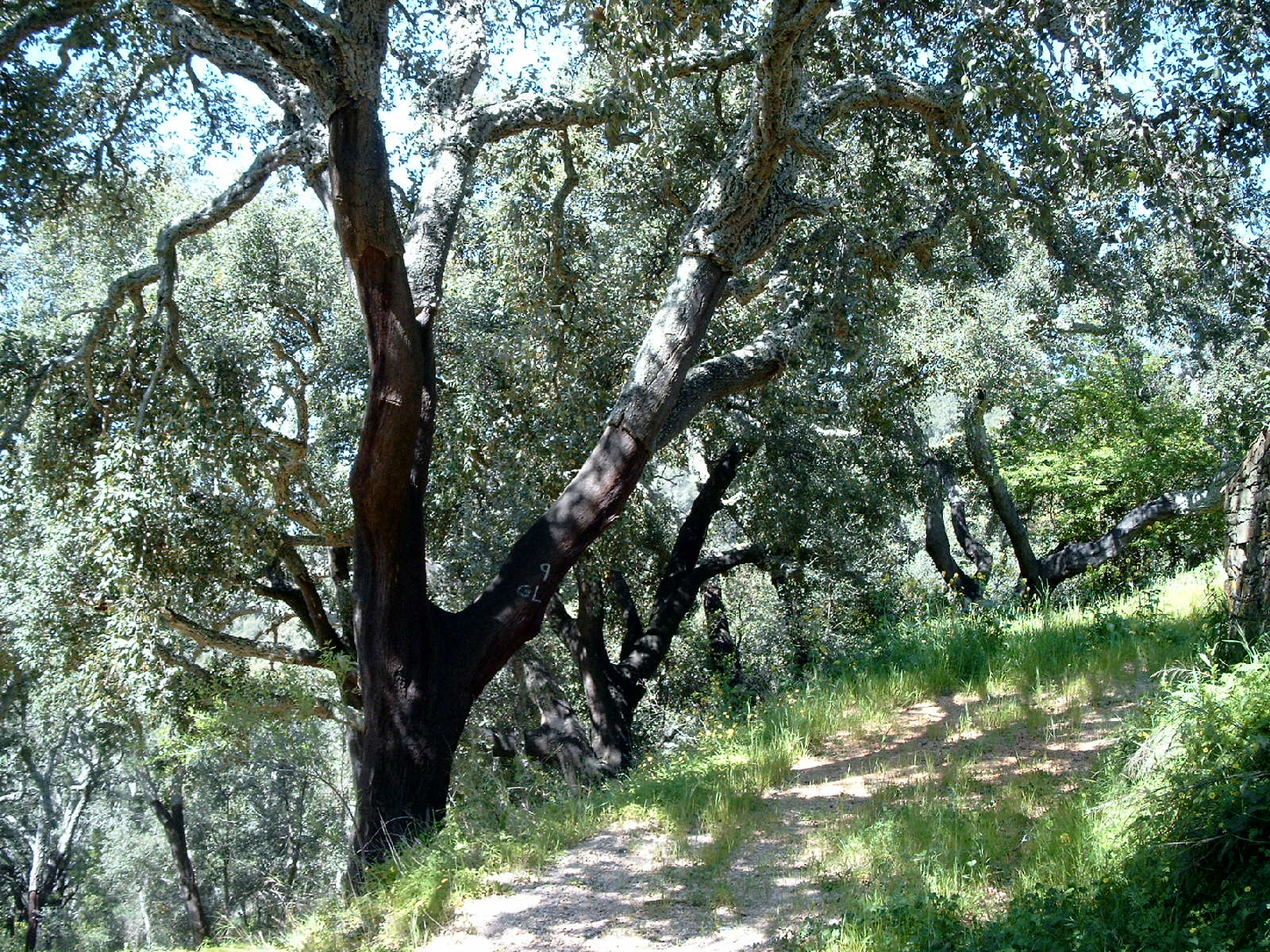
Surera a l'Algarve (Portugal)

Normalment, l'alzina surera fa entre 5 i 15 metres d'alçada, però se'n poden trobar exemplars molt vells de fins a 20 metres. El diàmetre del tronc pot fer entre 0,5 i 1,5 metres. Les arrels representen una cinquena part del total de la llenya de l'arbre. La majoria són superficials i quan estan en contacte amb l'aire produeixen una escorça de suro com la del tronc. La surera pot rebrotar tant de la soca com de l'arrel.
Les fulles, perennes, són verdes durant tot l'any, fan de 4 a 7 centímetres de llargada i són lleugerament lobulades o dentades. Poden estar a l'arbre entre un i tres anys. Són petites i dures (esclerofil·les), i per tant, deixen escapar poca aigua. Presenten importants variacions de duresa i de color en funció de la posició que ocupen a l'arbre, de les característiques genètiques i de la intervenció de l'home.
Les flors masculines, molt nombroses, s'agrupen en aments. Les femenines, lleugerament pedunculades, són aïllades. El fruit és la gla, que presenta una forma i unes dimensions (2-3 centímetres de llargada) molt variables en funció de cada arbre i de l'època de maduració. Les primeres fructificacions es donen quan l'arbre té entre 15 i 25 anys, i s'assoleix el màxim al voltant dels 100 anys. La vida de les sureres es pot allargar fins als 150 o 250 anys.
L'escorça espessa, aïllant i esquerdada pot assolir 25 cm de gruix.
Els troncs són més o menys sinuosos, ramificats lateralment a alçades que varien en funció de l'espessor del bosc o de la sureda i de les podes (a Catalunya, pràcticament inexistents). La fusta té una densitat elevada. Es fa servir, entre d'altres, a la torneria, a les drassanes (ja que suporta molt bé la immersió en aigua sense podrir-se) i com a llenya (ja que té un potencial calorífic elevat). L'alzina surera és un dels pocs arbres capaços de rebrotar després d'un incendi, gràcies a l'escorça de suro, que actua com un aïllant tèrmic i impedeix que les altes temperatures afectin els teixits vitals. A més del foc, el protegeix de plagues perque aquesta escorça de suberina és difícil de digerir i penetrar.

## Distribució, origen
La surera és una espècie originària de la Mediterrània occidental i actualment es pot trobar a la península Ibèrica, el sud de França, Còrsega, la península Itàlica, en Marroc, en Algèria, en Tunísia, i puntualment en antiga Iugoslàvia (Eslovènia, Croàcia, Bòsnia i Hercegovina), Albània i Grecia.

Es calcula que les suredes ocupen en aquests territoris un total de 2.500.000 hectàrees, més de la meitat de les quals són a Portugal, on està prohibit talar-les si no és amb finalitats forestals o per l'envelliment. I unes 650.000 ha (Font: Ruiz de la Torre 1990-2000; Ruiz del Castillo y Navascués, López Leiva et al. 2006) de les quals a Espanya, distribuïdes respectivament entre Andalusia, Extremadura, Catalunya, el País Valencià i en superfícies molt reduïdes al centre i a les Illes Balears.

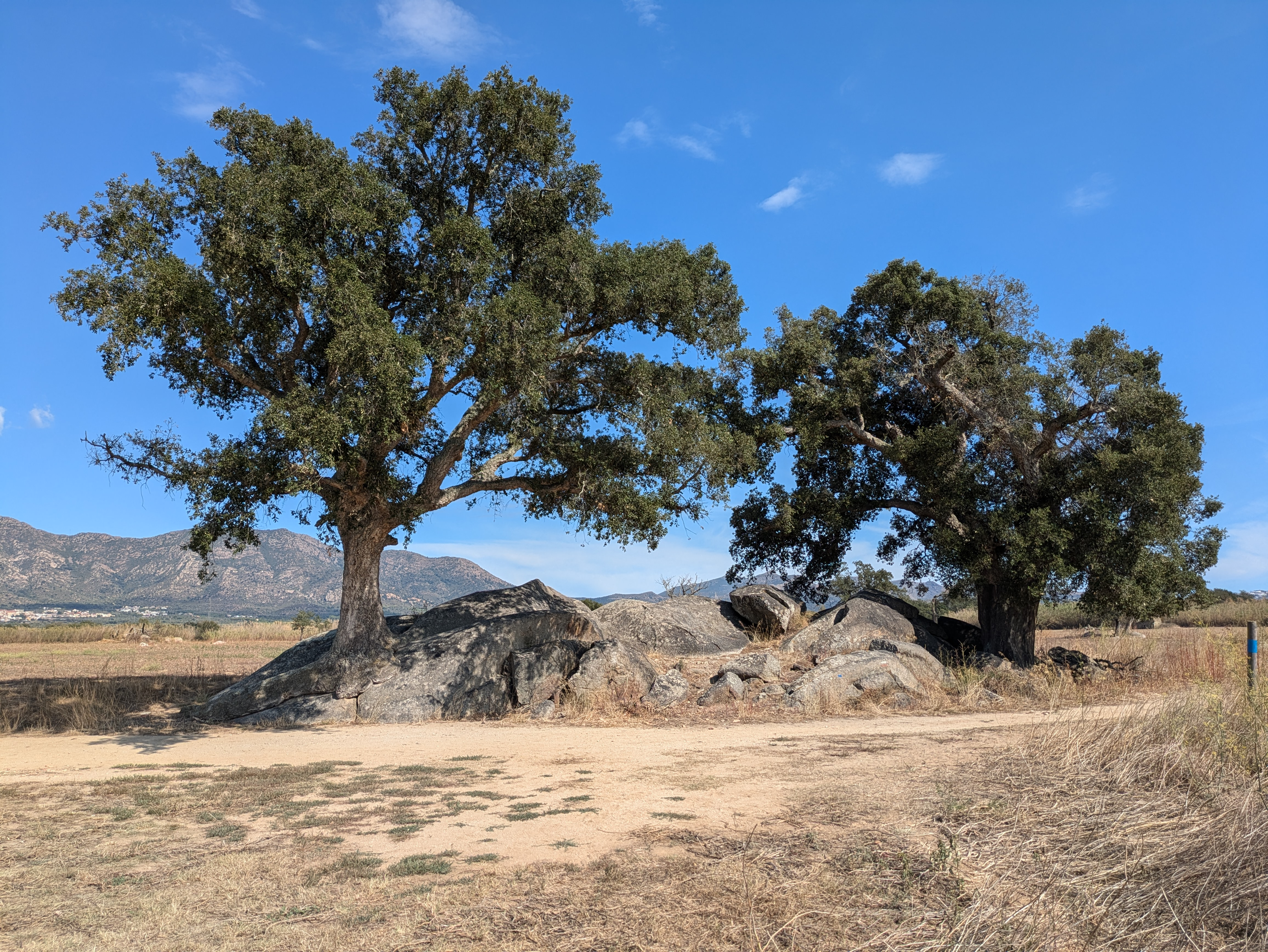
Alzines sureres prop de Roses, Catalunya (sobre un aflorament de granodiorita).

Als Països Catalans és present a Penyagolosa, el Surar de Pinet i Llutxent, les serres del Maestrat, la serra d'Espadà, els Ports de Beseit, el Montnegre, el Montseny, les Gavarres, les Alberes, les planes de la Selva, el massís de les Gavarres i el Rosselló.
A Catalunya és la cinquena espècie forestal pel nombre hectàrees (5,32% dels boscos de Catalunya) i la setena pel nombre de peus (més de 39 milions, més de les quatre cinquenes parts dels quals són a les comarques gironines). Dins d'aquest àmbit, representa prop del 45% de la superfície arbrada del Baix Empordà, on és l'espècie més abundant, i prop d'un 25% a la Selva, el Gironès i l'Alt Empordà. És poc freqüent al Pla de l'Estany i rara a la Garrotxa i al Ripollès. En canvi, fora d'aquest àmbit només té certa importància al Montnegre, entre el Maresme i el Vallès Oriental.

## Hàbitat i ecologia
La surera és una espècie pròpia de la regió mediterrània que necessita hiverns més humits i suaus que no pas l'alzina, que la substitueix a mesura que el clima adquireix característiques continentals. Es tracta, doncs, d'una espècie termòfila, entre altres raons, perquè la fructificació −moment en què difícilment pot suportar les gelades− es produeix durant els mesos de desembre i gener.
D'altra banda, es tracta d'una espècie calcífuga i, per tant, es troba sobre sòls àcids i sense calç, anomenats silicis. A Catalunya, les suredes creixen sobre granits, gneis, esquistos i pissarres. De totes maneres, l'alzina surera no suporta bé els sòls excessivament compactes; per això, el conjunt de la sureda acostuma a ser millor quan el contingut de sorres és elevat.
Finalment, el suro que forma l'escorça és una adaptació contra el foc, en uns territoris on és un factor limitant important.

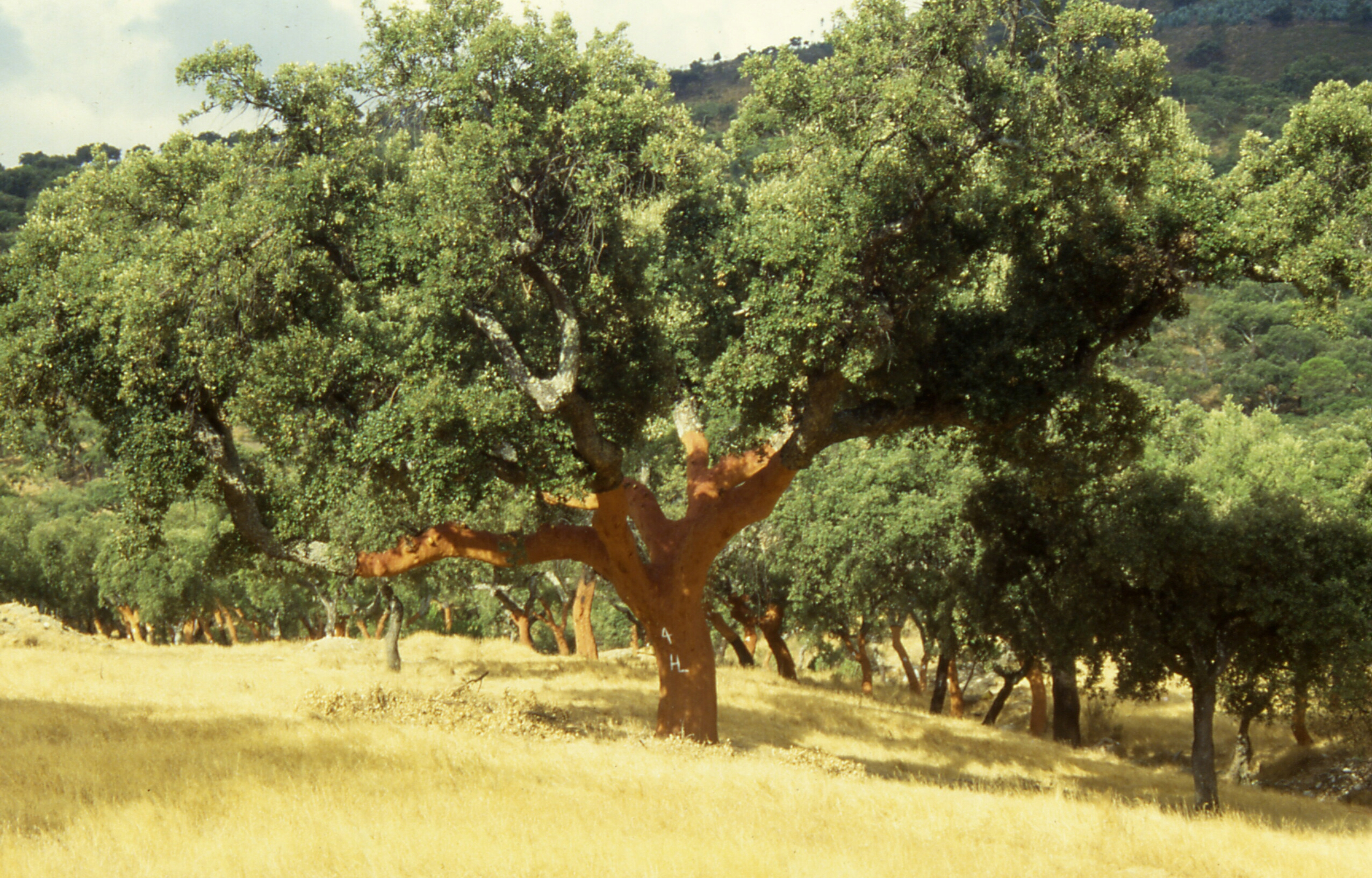
Alzina surera (Portugal)

### Adaptació al clima
A les zones de clima mediterrani, l'estiu és el període més sec de l'any, ja que coincideixen unes temperatures elevades i una pluviositat mínima. En aquest clima, la vegetació llenyosa domina per sobre de l'herbàcia, que és molt menys eficaç a l'hora de trobar i d'aprofitar l'aigua o la humitat.
Entre les espècies llenyoses adaptades a aquest clima hi ha l'alzina surera, que creix a les zones on la pluviometria anual oscil·la entre els 500 i els 900 mm, encara que quan les precipitacions superen els 700 mm es poden presentar problemes de competència amb altres espècies (per exemple, el roure, el castanyer i l'alzina). Les suredes, a més d'humitat, necessiten que hi hagi almenys un mes sec cada any. L'alzina surera, tot i que no suporta temperatures hivernals excessivament baixes (-10 °C fins a -15 °C), aguanta amb facilitat temperatures estivals molt elevades.
Segons un document del Congrés Forestal Espanyol VII (2017), les suredes són amenaçades pel canvi climàtic (estrès hídric, paràsits i malalties, incidències augmentades d'incendi). El programa Life+Suber considera prendre contramesures profilàctica per lluitar contra la seva desaparició i així mantenir la producció catalana de suro.

## Potencial forestal
Com arbre a creixement relativament lent, no té capacitat d'invasió en si. Però degut a les seves propietats, la surera representa la millor opció forestal perquè són poques les espècies capaces de competir amb ella, ni ecològicament ni econòmicament (terrenys silicis i pobres, en sòls arenosos i solts). La seva explotació a cicle comparativament curt de nou a deu anys, amb una producció que serà insuficient per satisfer la demanda mundial en suro, ha desembocat a privilegiar la seva cultura.

## Fitoquímica i farmacologia
A Europa, sembla que l'interès farmacològic portat al Quercus suber sigui limitat, les recerques són escasses, i les investigacions científiques poc nombroses entre altres factor perquè l'espècie presentar poc interès als ulls del gran públic.
A Àfrica del Nord, al Magrib particularment a Algèria, usos diaris d'aquesta espècie endèmica semblen instal·lats als costums locals.
L'escorça sembla reconeguda per les seves propietats antioxidants, antisèptiques i hemostàtiques, i per la seva acció contra el prurit i el desenvolupament dels virus. Són utilitzades en decocció contra la diarrea aguda, en gargarisme i banys de boca, tenen bons efectes contra el mal de gola i les inflamacions lleugeres de les genives i de les mucoses. En efecte, són emprades sota forma de compresses a les cremades i talls a un ungüent per talls i hemorroides.
L'escorça en pólvora, associada al henné, és utilitzada en cataplasma contra la caiguda dels cabells. És utilitzada en el bany contra la transpiració excessiva dels peus, les inflamacions cutànies i com a tractament complementari de les fissures anals. També es fan compresses per a l'èczema humit i per frenar les petites hemorràgies.
Les fulles, en infusió, poden ajudar sobretot els sagnats, les varices i les diarrees.
Els fruits polvoritzats, associats a la mel, són utilitzats com antidiarreic. A més, les glans dels diversos roures contenen una ametlla molt nutritiva, poden ser triturats per fer-ne galetes o entrar a la composició de pastes vegetals. Aquestes glans, rostides tenen un sabor d'avellana; torrades (com la llavor de cafè), són utilitzades a certes regions del Magrib com beguda més aviat no excitant i estomacal, facilitant la digestió.
Un estudi publicat al Algerian Scientific Journal Platform en anglès fa esment del contingut en fenols i de les proprietats antioxidants dels Quercus suber i Quercus ilex a la farina i l'oli.

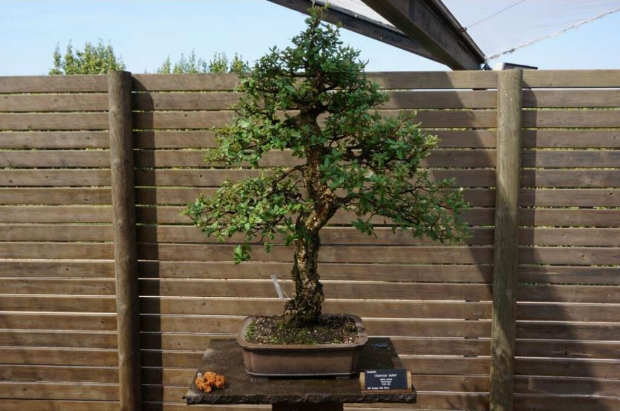
Un exemplar de Alzina surera sota forma de un bonsaï al Jardí Botànic de Barcelona

## Toxicitat
Els fruits absorbits en gran quantitat entrenen un retard de la digestió amb nàusees, dolors abdominals i cefalees. Aquests efectes són deguts probablement al fort tenor en tanins qui bloqueja els enzims de la digestió i la retarda greument. En gran concentració, els tanins són tòxics fins i tot cancérigènes.

## Usos
De manera general, l'espècie permet la seva explotació del suro per la indústria del vi i de la construcció, i dels glans majoritàriament a la ramaderia porcina.

### Ús agrícola
A partir de 1993 s'han repoblat a Espanya més de 100 000 hectàrees amb surera. Originada per la reforma política agrària de la Unió Europea que va incentivar la reforestació de terres agràries marginals en les quals s'ha d'abandonar el cultiu agrícola. L'escassa tradició de repoblació amb frondoses en general i amb surera en particular, unida a la major dificultat d'arrelament que presenten les frondoses en comparació amb les coníferes, ha fet que, en massa ocasions, els resultats pel que fa a percentatge d'arrelament i posterior creixement hagin estat mediocres. A més de ser una espècie aconsellable per a la reforestació de terres marginals en les quals s'ha abandonat el cultiu agrícola, permet als seus proprietaris trobar una possibilitat de compensar la pèrdua de renda mitjançant la reutilització forestal de les seves terres. El Quercus suber és una espècie extremadament polimorfa, de la qual s'han descrit nombroses formes botàniques.
Cada nou anys l'arbre pot produir de 30 a 75 kg, i és possible de realitzar fins a disset pelades. Un arbre pot produir durant la seva vida de 500 kg a aproximadament 1 tona de suro.

### Ús gastronòmic
Existeix constància que les seves glans es van menjar torrades en èpoques de fam, i alguns autors les inclouen entre els fruits comestibles. No obstant això, són nombroses les referències que no recomanen el seu consum en l'alimentació humana donades les seves propietats astringents degut a la presència de taní. S'extreu la farina de la gla i es cura segun un procés antigüo i ben conegut. Així-> 1)Recol·lectar 2)Assecar 3)Mallar 4)Seleccionar 5)Guadar 6)Desmargar 7)Processar. De la cual tambien se usa para la reposteria, amb un gust qui s'apropa de l'avellana. També s'extreu l'oli de la gla.

### Ús medicinal
A Espanya, el desenvolupament és sobretot d'ordre cosmètic, i apunta entre altres el massatge.
A Algèria s'usa diari. L'escorça sota la forma de decocció té propietats antioxidant, antisèptique i hemostàtique. Són utilitzades contra la diarrea aguda, en gargarisme i banys de boca, tenen de bons efectes contra els mals de gola i a les inflamacions lleugeres de les genives i de les mucoses. En efecte, són emprades sota forma de compresses a les cremades i talls a un ungüent per talls i hemorroides. L'escorça en pólvora és utilitzada en cataplasma, en bany, i en compresses. Les fulles, en infusió. Els fruits polvoritzats són utilitzats com antidiarreic.

### Ús paisatgístic
Aquell d'un arbre clàssic, permet reconèixer les estacions, estabilitzar el clima, crear un dosser arbori, contribuir al benestar, valoritzar les propietats circumdants, impedeix l'erosió dels sòls.

### Ús forestal

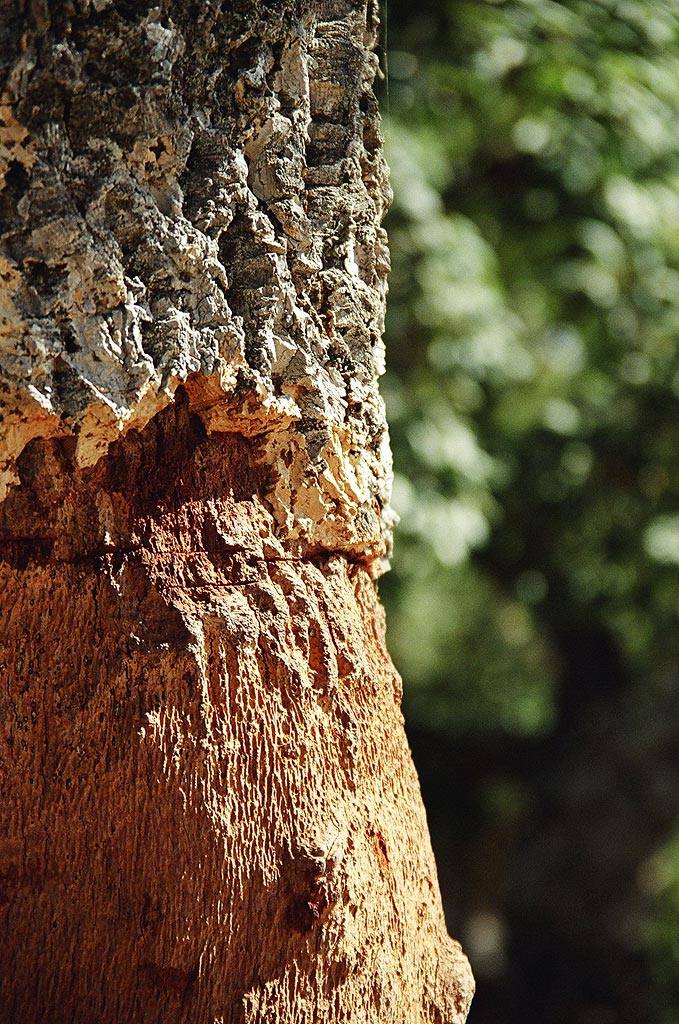
Detall del tronc pelat de la surera. L'escorça de l'arbre s'arrenca per fer-ne suro.

Les alzines sureres s'exploten des de l'antiguitat. Però a mitjan segle xviii, amb l'aparició del tap de suro i la creixent demanda internacional del producte, aquesta espècie forestal comença a aprofitar-se de manera molt més intensiva.
Els principals productes de la surera que s'aprofiten són l'escorça i els fruits. De l'escorça, se n'extreu el suro. En la primera pelada s'obté el pelegrí, un material de baixa qualitat que no es pot fer servir per elaborar taps. Es pot utilitzar triturat o per fer aglomerats. Les pelades següents es fan, aproximadament, entre 9 i 12 anys, de manera completament manual, i permeten extreure un suro de qualitat suficient per a tots els usos; especialment, per fer-ne taps d'ampolles de vi i cava.
Per exemple, en la devesa Extremedura existeix un fauna d'aquests boscos (Extremadura amb Andalusia) que inclou potencialment noranta-sis espècies protegides per les Directives d'Ocells i d'Hàbitats, entre les quals destaquen pel seu estat desfavorable de conservació el voltor negre Aegypius monachus, l'àguila imperial ibèrica Aquila adalbert, el linx ibèric Lynx pardina, el banyarriquer del roure Cerambyx cerdo, el falciot cuablanc africà Apus caffer i l'aranya megalomorfa Macrothele calpeiana per la seva associació a aquesta mena d'hàbitat.

### Altres usos
Els fruits de la surera, les glans, són l'aliment de diversos animals, entre els quals destaquen els porcs, que en algunes regions de la península Ibèrica pasturen lliurement sota les sureres i contribueixen a formar el característic paisatge de deveses castellanes, extremenyes, andaluses i portugueses. La quantitat de glans disponible i la superfície arbrada per hectàrea donarà el nombre de porcs que poden alimentar-se, sent bona quantitat una mitjana de 1,5 hectàrees per exemplar. L'animal s'alimentarà en la devesa no menys de 60 dies, entrant amb un pes màxim de 115 kg. i engreixant un mínim de 46 kg.

## Propagació
La propagació es gràcies a la gla, a les vores dels arbres de manera natural. Artificialment, existeix dos mètodes, i es parla de mètode repoblació. Per sembra directa sobre el terreny o per plantació des d'un viver. Cadascuna comporta avantatges i inconvenients pel que fa a facilitat, temps, execució, cost, èxit, etc.

## Cultiu: resistència a les glaçades i a la sequera (índex de rusticitat i de sequera, si el té), requeriments edàfics, etc
La planta pot resistir hiverns rigorosos, amb temperatures fins a –15 °C. Suporta molt bé la sequera i les altes temperatures, i pot fàcilment passar ja d'un mes sense pluja que l'hi és necessari cada any. A més, és un dels pocs arbres capaços de rebrotar després d'un incendi, gràcies a l'escorça de suro, que actua com un aïllant tèrmic i impedeix que les altes temperatures afectin els teixits vitals.
Necessita viure en sòls silicis, preferint sorrencs i els disgregats. No tolera els calcaris, els argilosos, els calcari-argilosos, ni els molt llimosos. És una espècie poc exigent en fertilitat, però si es volen tenir bones produccions necessita sòls profunds, fèrtils i sobretot ben drenats. No suporta sòls compactes ni entollats. Una vegada instal·lada es comporta com a espècie milloradora del sòl.

## Plagues i malalties més freqüents
El talp Talpa europaea pot danyar els petits rodals coincidents amb la instal·lació d'una o diverses colònies i consisteixen en el tall de l'arrel principal de l'arbre a una profunditat entre 15 i 20 cm. Els atacs més virulents i massius es produeixen en plantes entre 2 i 6 anys que la seva arrel té un gruix de 2 cm. En una plantació a Portugal van destruir més de 3000 plantes en 3-4 setmanes.
Les principals espècies són coleòpters melolontinos, Polyphyla fullo, Melolonta melolonta, Anoxia villosa i Amphimallus pini. Les larves d'aquestes espècies es coneixen, vulgarment, amb el nom de cucs blancs i els adults amb el de borinots. S'ataquen, principalment, a les arrels.
Altres insectes s'ataquen a la gla. El lepidòpter Tortix viridiana ataca a les gemmes en formació. Lymantria dispar coneguda com a cuca o eruga peluda del suro causa defoliacions devastadores que pertorben el ritme fenològic de l'arbre resultant en una segona foliació que impedeix la temporada següent una floració normal. El coleòpter Curculio elephans (Balaninus elephans) o cuc de les glans fa la seva posta a la gla, entre agost i setembre, i quan la larva surt la gla pot infectar-se més fàcilment amb fongs del gènere Fusarium i Ceratocystys.

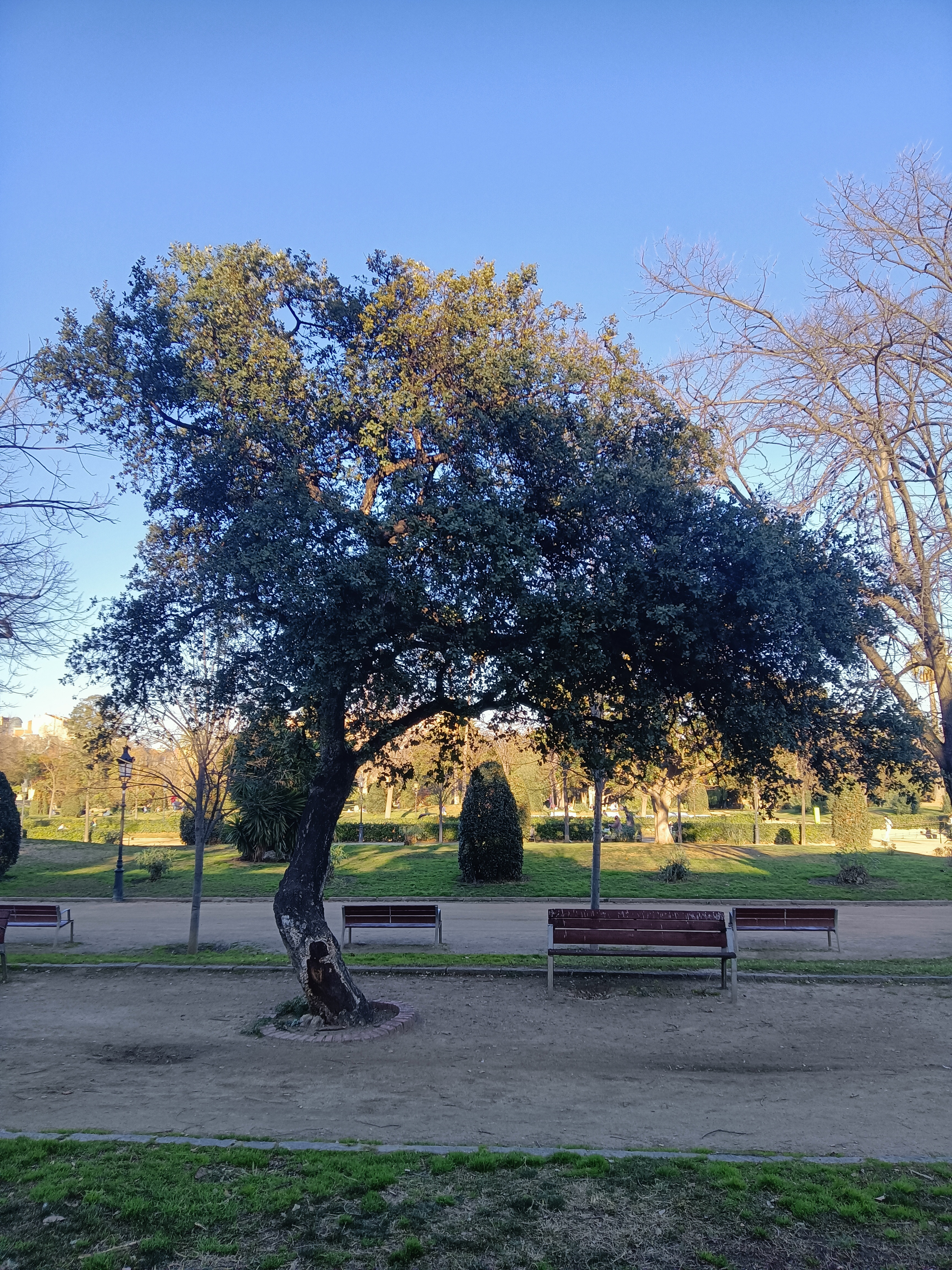
Una Alzina surera (Quercus suber) al Parc de la Ciudadella.

## Exemplars notables als Països Catalans

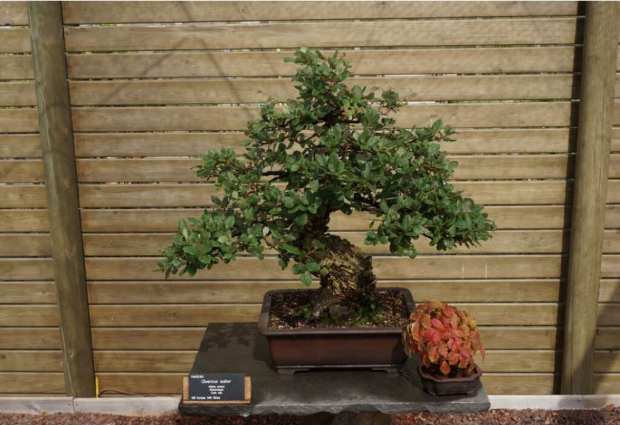
Altre exemplar de Alzina surera del Jardí Botànic de Barcelona

Existeix un exemplar de Quercus suber a Barcelona, din del Parc de la Ciudadella ubicat entre l'hivernacle i l'umbracle, davant del Museu Martorell.
A més, existeixen dos bonsaïs d'aquesta espècie en el Jardí Botànic de Barcelona que es poden visitar tot el any, amb tota la mostra de bonsai. Aquesta mostra està inclosa dins l'entrada al Jardí Botànic els caps de setmana.

## Tàxons infraespecífics i cultivars
Com a espècie extremadament polimorfa, es troben moltes formes botàniques descrites en la literatura científica:
- Varietat genuina, forma vulgaris, forma clavata, forma subintegrifolia, forma macrophylla (platyphylla), forma macrocarpa, forma microcarpa, forma suboculata, forma dulcis, forma pendula.
- Varietat subcrinita, forma parvifola, forma grandifolia.
- Varietat occidentalis, forma microphylla, forma macrophylla, forma oleafolia.

## Sinonímia científica
- Quercus mitis Banks ex Lowe, Trans. Cambridge Philos. Soc. 4(1): 15 (1831).
- Quercus corticosa Raf., Alsogr. Amer.: 24 (1838).
- Quercus occidentalis Gay, Ann. Sci. Nat., Bot., IV, 6: 243 (1856).
- Quercus suberosa Salisb. in A.P.de Candolle, Prodr. 16(2): 392 (1864).
- Quercus subera St.-Lag., Ann. Soc. Bot. Lyon 7: 133 (1880).
- Quercus cintrana Welw. ex Nyman, Consp. Fl. Eur.: 662 (1881).
- Quercus sardoa Gand., Fl. Eur. 21: 58 (1890), opus utique oppr.
- Quercus occidentalis f. heterocarpa Globa-Mikhailenki, Byull. Glavn. Bot. Sada 80: 29 (1971), no latin descr.[26]

### Pela del suro
L'operació de pelar el suro es fa durant l'estiu i mobilitza les colles de peladors que es poden localitzar als espais amb predomini de suredes des de mitjan segle xviii. La feina consisteix a fer un tall circular al tronc de l'arbre amb la destral, esqueixar longitudinalment l'escorça i treure el suro amb l'ajut del mànec de la destral o d'un bastó. Els peladors eren «homes de bosc», gent que, a part de la pela del suro de l'estiu, passaven llargues temporades als espais forestals explotant els diferents recursos que el bosc facilitava (llenya, resina o pinyes). Tot i no perillar l'arbre, el corc del suro pot causar molts danys a la qualitat de les pannes.